# بي إم - إم دي. 65/63
بي إم - إم دي. 65/63 (بالرومانية: Pistolul-mitralieră, calibrul 7,62 mm, model 1963)‏ ، هو سلاح رشاش صنعتها جمهورية رومانيا في فترة الستينات من القرن العشرين وهو شبيه جداً للبندقية الشهيرة بندقية كلاشنكوف، وصدّرت إلى بلدان عديدة ومنها السعودية.

## المستخدمون
- كرواتيا
- بنغلاديش
- افغانستان
- أنغولا
- جمهورية الكونغو الديمقراطية
- مصر
- إستونيا
- جورجيا[2]
- الهند[3]
- إيران
- العراق: Used by military and police.[4][5]
- الأردن
- لبنان
- ليبيريا
- ليبيا
- مولدوفا
- المغرب
- موزمبيق
- نيكاراجوا
- فلسطين
- رومانيا: Used by Navy personnel, border guards, tank crews, reserve troops.[6][7][8]
- رواندا
- السعودية
- سيراليون
- الصومال
- سوريا
- طاجيكستان
- توغو
- اليمن

## وصلات خارجية
- Romanian Export Kalashnikov versions at Romanian Kalashnikov Rifles
- Kalashnikov guns website (confuses the md. 63 designation for the md. 65)
- WASR-10.com - Information on the Export Version of the md. 63/65
- SC Fabrica de Arme Cugir SA - Arms Factory - md. 63 Assault Rifle نسخة محفوظة 2 فبراير 2009 على موقع واي باك مشين.
- SC Fabrica de Arme Cugir SA - Arms Factory - md. 65 Assault Rifle نسخة محفوظة 2 فبراير 2009 على موقع واي باك مشين.
- SC Fabrica de Arme Cugir SA - Arms Factory - md. 90 Assault Rifle نسخة محفوظة 21 يونيو 2008 على موقع واي باك مشين.
- SC Fabrica de Arme Cugir SA - Arms Factory - md. 90 Carbine نسخة محفوظة 2 فبراير 2009 على موقع واي باك مشين.